# Місто Севастополь (монета)
«Мі́сто Севасто́поль» — пам'ятна монета номіналом 5 гривень, випущена Національним банком України, присвячена місту зі спеціальним статусом, місту-герою, розташованому у південно-західній частині Кримського півострова, навколо Севастопольської бухти.
Монету введено в обіг 26 грудня 2018 року. Вона належить до серії «Області України».

## Опис монети та характеристики
| Номінал грн. | Метал                   | Маса, г | Діаметр, мм | Якість виготовлення       | Гурт                 | Тираж, штук |
| ------------ | ----------------------- | ------- | ----------- | ------------------------- | -------------------- | ----------- |
| 5            | нікелевий сплав, нордик | 9,4     | 28,0        | спеціальний анциркулейтед | секторальне рифлення | 45 000      |

### Аверс
На аверсі монети розміщено: написи півколом «УКРАЇНА» (угорі), «П'ЯТЬ ГРИВЕНЬ» (унизу), у центрі — малий Державний Герб України, під яким — рік карбування монети «2018»; праворуч — логотип Банкнотно-монетного двору Національного банку України.

### Реверс
На реверсі монети розміщено: угорі напис «СЕВАСТОПОЛЬ»; композицію, що символізує місто: вітрильне судно (угорі), під яким — один із символів міста — міст, побудований на початку ХХ ст., якірний хрест, корабельна гармата і піраміда з ядер (ліворуч), над якою — колони Херсонеса; унизу — декоративні елементи у вигляді виноградних грон та листя.

## Автори

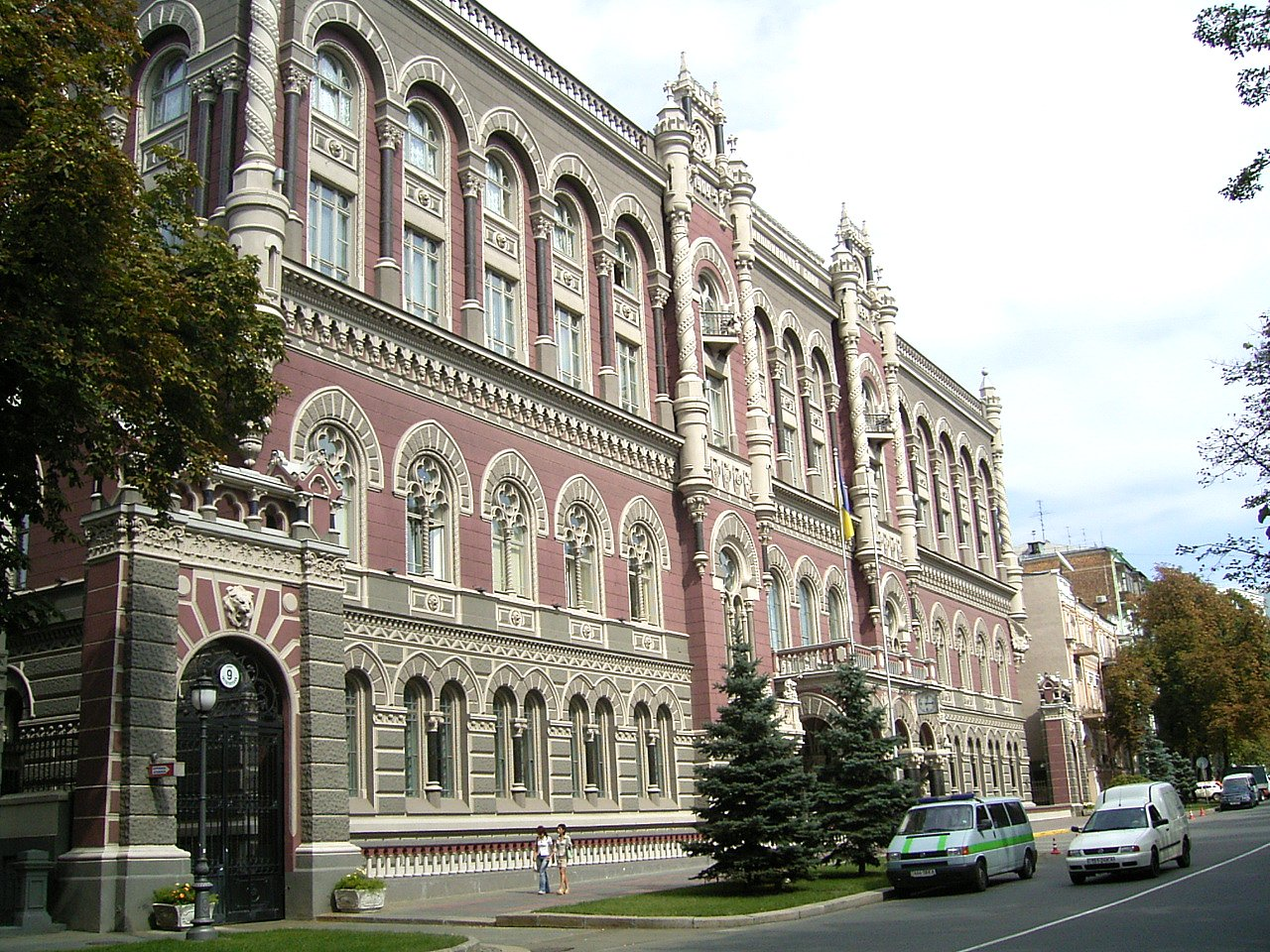
Будівля Національного банку України

- Художник — Іваненко Святослав.
- Скульптор — Іваненко Святослав.

## Вартість монети
Під час введення монети в обіг 2018 року Національний банк України реалізовував монету через свої філії за ціною 44 гривні.
Фактична приблизна вартість монети, з роками змінювалася так:
| Рік        | 2019 | 2020 | 2021 | 2022 | 2023 | 2024 | 2025 |
| ---------- | ---- | ---- | ---- | ---- | ---- | ---- | ---- |
| Ціна, грн. | 100  | 95   | 100  | 105  | 190  | 310  | 410  |